# Wszechstronna dziewczyna
Wszechstronna dziewczyna (ang. The Girl with All the Gifts) – brytyjski horror z 2016 roku w reżyserii Colma McCarthy’ego, wyprodukowany przez wytwórnię Warner Bros. Pictures. Zdjęcia kręcono w Birmingham i Dudley (hrabstwo West Midlands) oraz w Hanley (Staffordshire).

## Opis fabuły
Zniszczony przez katastrofę świat zaludniły żądne ludzkiego mięsa stwory. Jedyną nadzieją dla ocalonych wydaje się stworzenie hybrydy zdolnej przetrwać na skażonym terenie. Obiektem badań staje się Melanie. Młoda dziewczyna usiłuje się dowiedzieć do którego gatunku należy.

## Obsada
- Gemma Arterton jako Helen Justineau
- Paddy Considine jako sierżant Eddie Parks
- Glenn Close jako Caroline Caldwell
- Sennia Nanua jako Melanie
- Anamaria Marinca jako Jean Selkirk
- Fisayo Akinade jako Kieran Gallagher
- Anthony Welsh jako Dillon
- Dominique Tipper jako Devani

## Odbiór

### Krytyka
Film Wszechstronna dziewczyna spotkał się z pozytywną reakcją krytyków. W serwisie Rotten Tomatoes 86% ze stu dwudziestu sześciu recenzji filmu jest pozytywne (średnia ocen wyniosła 7,10 na 10). Na portalu Metacritic średnia ocen z 20 recenzji wyniosła 67 punktów na 100.

### Nagrody i nominacje
| Rok  | Miejsce                                                      | Nagroda | Kategoria                                                          | Odbiorcy i nominowani      | Wynik     |
| ---- | ------------------------------------------------------------ | ------- | ------------------------------------------------------------------ | -------------------------- | --------- |
| 2017 | 70. ceremonia wręczenia nagród Brytyjskiej Akademii Filmowej | BAFTA   | Najlepszy debiutujący brytyjski reżyser, scenarzysta lub producent | Mike Carey i Camille Gatin | nominacja |